# Michael Caelius
Michael Caelius (Döbeln, 7 de setembro de 1492 — Mansfeld, 13 de dezembro de 1559) foi um teólogo e reformador alemão. Foi reitor da escola latina (1516) e também em Mansfeld em 1542. Era considerado uma pessoa simples e amante da paz.